# Sinners Bleed
Sinners Bleed ist eine Berliner Technical-Death- und Thrash-Metal-Band, die 1997 gegründet wurde, sich 2010 auflöste und seit 2015 wieder aktiv ist.

## Geschichte
Die Band wurde im Jahr 1997 gegründet, wobei Schlagzeuger Eric Krebs und Gitarrist Sebastian Ankert sich schon seit 1993 kannten, als sie noch in der Band Frozen Emotions spielten. 1999 erschien das Demo The Awakening. Ein weiteres schloss sich im Jahr 2000 unter dem Namen Restless an. Um das Demo zu bewerben, trat man mit Haemorrhage, Profanity und Cryptopsy auf. Im Anschluss wurde ein selbstfinanziertes Album namens From Womb to Tomb, im Berliner Soundforge Tonstudio mit dem Produzenten Andreas Hilbert aufgenommen und im April 2003 veröffentlicht. Kurz darauf verließ der Gitarrist Pele Geltat die Besetzung. Für einen Auftritt beim Fuck-the-Commerce-Festival im selben Jahr kam Lille Gruber als Ersatz hinzu. 2004 war die Band eine der wenigen ohne Plattenvertrag, die auf dem Inferno Metal Festival Norway auftrat. Im selben Jahr nahm die Band auch am Party.San und dem Metal Battle des Wacken Open Airs teil. Im April 2006 stieg Vincent LaBoor als neuer Gitarrist ein. Am 16. Oktober begann die Band im Soundforge Tonstudio mit Andreas Hilbert mit den Arbeiten zum nächsten Album. 2007 kam die Mexikanerin Priscila Serrano als Sängerin hinzu. Daraufhin wurde ein Demo aufgenommen, das die beiden Lieder Behind the Veil und Devouring Hatred enthält. Im selben Jahr war die Gruppe erneut auf dem Fuck the Commerce vertreten. Im Dezember des Jahres spielte die Gruppe zusammen mit Six Feet Under, Nile, Finntroll und Belphegor in Berlin, wobei dieser Auftritt ein Teil der von diesen vier Bands abgehaltenen Metalfest-Tour war. 2008 spielte die Band auf dem Death Feast Open Air. Da die Band Probleme hatte, trotz einiger Nachfolgen den 2007 ausgeschiedenen Sänger Jan Geidner passend zu ersetzen, und da viele Mitglieder mittlerweile eine Familie hatten, um die sie sich kümmern mussten, kam es 2010  zur Auflösung der Band. Nach vollzogener Auflösung schrieb Sebastian Ankert über die Jahre hinweg noch weiter Songs.
2015 fand sich die Band wieder zusammen, wobei die Neugründung durch Jan Geidner angeregt worden war. Im Mai 2019 wurde über War Anthem Records das Album Absolution veröffentlicht. Die Besetzung besteht hierauf aus den Musikern der ursprünglichen Besetzung, und zwar Eric Krebs am Schlagzeug, Sebastian Ankert an der E-Gitarre und Jan Geidner als Sänger. Neue Mitglieder sind der Gitarrist Arne Maneke und der Bassist Henrik „Fux“ Fuchs. Auf dem Album sind teilweise Songs enthalten, die schon über zehn Jahre alt und Riffs, die schon vor über 20 Jahren entstanden waren. Die Lieder waren alle im bandeigenen Studio aufgenommen worden, mit Ausnahme des Schlagzeugs, das auf Anraten von Lille Gruber von Defeated Sanity im Tonstudio von Dailyhero Recordings in Berlin-Kreuzberg aufgenommen worden war. Das Album war dort auch abgemischt worden, wofür Hannes Grossmann zuständig zeichnete. Für 2020 war die Gruppe erneut für das Party.San bestätigt, das Festival musste jedoch aufgrund der COVID-19-Pandemie in Deutschland abgesagt werden.

## Stil
Laut Metal Hammer verarbeitet die Band in ihrem Death Metal auch Elemente aus dem Thrash Metal. Zu ihren Einflüssen würden Gruppen wie Suffocation, Death, Testament und Sadus zählen. Metal.de beschrieb From Womb to Tomb als „brachiale Mischung aus Death Metal mit ein paar Thrash Metal Elementen“. Der bandeigenen Nennung von Einflüssen wie Cryptopsy, Suffocation, Sadus und Death wurde zugestimmt, da klangliche Gemeinsamkeiten hierzu vorhanden seien. Sinners Bleed vermeide es dabei jedoch, diese Gruppen nur zu kopieren. Die Geschwindigkeit sei meist „schnell bis sehr schnell“. Weiterhin charakteristisch seien die „sägenden Gitarren und der sehr hasserfüllte Gesang“. Patrick Schmidt vom Rock Hard stellte in seiner Rezension zum Debütalbum eine technisch anspruchsvolle Mischung aus Death- und Thrash-Metal fest. Das Spiel der E-Gitarre erinnere an das von Death, welches er an „filigrane[s] Handwerk“ beschrieb, das jedoch „glücklicherweise niemals in Extrem-Gefrickel ausartet“. Insgesamt bezeichnete er das Album als Mischung aus Sceptic und aller Death-Veröffentlichungen. In einer späteren Ausgabe rezensierte Schmidt Absolution und ordnete es dem Technical Death Metal zu. Das Album knüpfe nahtlos an seinen Vorgänger an; er beschrieb es als eine Mischung aus Suffocation, Decapitated und Death zu Zeiten von Symbolic. Auf der Veröffentlichung werde eine „ausgefeilte Gitarrenarbeit“ mit einem „technisch herausstechende[n], akzentuierte[n] Power-Drumming“ und „herrlich brutalen Vocals“ vermischt. Eine Ausgabe später schrieb Schmidt, dass auf dem Album Technical Death Metal gespielt wird, den man zwischen Death, Decapitated und Obscura einordnen könne. Im Interview mit ihm gab Eric Krebs an, dass er neben klassischen technischen und progressiven Death-Metal-Bands auch jüngere Bands wie Hour of Penance, Bloodtruth und Analepsy zu seinen Einflüssen zählt.

## Diskografie
- 1999: The Awakening (Demo, Eigenveröffentlichung)
- 2000: Restless (Demo, Eigenveröffentlichung)
- 2003: From Womb to Tomb (Album, Lost in Berlin)
- 2019: Absolution (Album, War Anthem Records)